# Бурове обладнання
Бурове обладнання — це комплекс машинобудівної продукції, яка використовується при бурінні свердловин. Зазвичай термін відносять до буріння нафтогазових свердловин.
Комплекс включає в себе споруди, машини, та інше допоміжне обладнання, що монтується на точці буріння і забезпечує самостійне виконання технологічних операцій.

## Класифікація
Устаткування підрозділяється на наступні категорії:
Бурові установки
- Агрегати й установки для геолого-розвідувального буріння.
- Агрегати для ремонту і буріння свердловин.
- Металоконструкції бурових установок.

Основне технологічне обладнання
- Засоби механізації.
- Силові агрегати.
- Циркуляційні системи та обладнання.
- Допоміжне механічне обладнання.
- Системи автоматизації, контролю та управління.
- Електрообладнання.
- Пневмообладнання.
- Системи життєзабезпечення та безпеки.
- Противикидне обладнання.
- Цементувальне обладнання.

Морські платформи та обладнання
- Підводний буровий комплекс

Додаткове обладнання
- Ведучі, обсадні і бурильні труби
- Перевідники і елементи компонування низу бурової колони
- Вибійні двигуни
- Бурові долота
- Аварійний інструмент
- Інший буровий інструмент

## Тенденції і напрямки розвитку бурового обладнання
Створення конкурентоспроможного обладнання неможливе без детального аналізу сучасних тенденцій розвитку самого обладнання і технологій, для реалізації яких це обладнання призначено.Чинників, які сприяють процесу розвитку обладнання, досить багато.
Основними чинниками розвитку технологій і обладнання є:
- Забезпечення промислової і екологічної безпеки при експлуатації бурової установки.
- Реалізація вимог сучасних технологій.
- Зміна умов буріння.
- Зниження витрат на буріння свердловин.
- Ергономічні вимоги.
- Розвиток телеметричних та ІТ-технологій.

На першому місці стоїть безпека при експлуатації устаткування. У процесі виконання спуско-підіймальних операцій робітники контактують із багатотонними вантажами, що піднімаються і опускаються (бурильними і обсадними колонами) і знаходяться в межах несучих конструкцій, що створює значні ризики. Це обов’язково повинно враховуватися у процесі створення конкурентоздатної техніки. Ще однією групою ризиків є висока пожежна небезпека від флюїдів (нафти, газу і конденсату), які видобуваються.
Нормативні документи з питань забезпечення безпеки в тій чи іншій галузі діяльності людини знаходяться в процесі постійного удосконалення та змін. Крім того, самі компанії, які розробляють та експлуатують бурову техніку, також знаходяться в постійному пошуку засобів для зниження аварійності і виробничого травматизму. У значній мірі розвиток пристроїв для механізації й автоматизації виробничих процесів на бурових пов'язаний зі зниженням аварійності і виробничого травматизму. Наприклад, застосування сучасних підшипників FAG виробництва Німеччини, які не обслуговуються, із закладеним мастилом на весь термін служби у кронблоці дозволяє відмовитися від дозмазування вузлів у процесі експлуатації, що позитивно впливає на безпеку та ергономіку через відсутність необхідності праці обслуговуючого персоналу на висоті.
Екологічна безпека вимагає впровадження екологічно чистих 4-х ступінчастих циркуляційних систем, безамбарного буріння шляхом використання систем зневоднення та утилізації шламу. Бурові установки повинні оснащуватися інтегрованою системою збору та утилізації будь-якого роду витоків технологічних рідин і пластових флюїдів.
На друге місце за значимістю, і на перше — за ступенем впливу на процес розвитку устатковання, слід поставити розвиток технологій.
Бурове обладнання (як будь-яке інше) не може продуктивно розвиватися окремо від розвитку технологій буріння. Необхідно пам'ятати, що обладнання – це тільки засіб реалізації певних технологій. Сьогодні можна виділити кілька напрямків розвитку технологій буріння:
- Буріння похило-спрямованих свердловин:

1. горизонтальні свердловини, зокрема з великим відходом по горизонталі;
2. зарізання бічних стовбурів;
3. багатовибійне буріння;
4. буріння з похилим забурюванням.

- Буріння з керуванням тиском (буріння на депресії).
- Буріння на обсадних трубах.
- Буріння з одночасним обсаджуванням.
- Буріння свердловин малого діаметру.
- Розширювальні обсадні труби (буріння монодіаметром).
- Термічне буріння (лазерне).
- Кавітаційне буріння.

Реалізація кожного із зазначених технологічних напрямків вимагає прискореного розвитку відповідних технічних засобів. Упровадження сучасних технологій буріння вимагає підвищення керованості бурових установок (БУ).
У бурових парках сьогодні можна виокремити три покоління установок:
- Механічні або електричні БУ з нерегульованим електроприводом (40 % в парках США).
- Бурові SCR із регульованим приводом постійного струму (35 %).
- Бурові AC із частотно-регульованим приводом змінного струму (25 %).

Аналіз устатковання, яке випускається в останнє десятиліття, показує, що основною сучасною тенденцією є розширення частки AC-установок. Випуск установок 2-го покоління (SCR) із приводом від постійного струму практично припинений, а установки з механічнім приводом мають дуже обмежене застосування. 
Керованість бурових установок також залежить від достовірності та своєчасності інформації про поточний стан бурового процесу.
У ХХІ столітті склалися дві самостійні системи керування буровим процесом, одна з яких підтримується механіками, інша – технологами-буровиками:
- Система керування поверхневим обладнанням (буровою установкою).
- Система керування обладнанням вибійної зони (КНБК).

Неузгодженість між цими системами значно ускладнює своєчасне і правильне прийняття рішень щодо необхідної зміни керованих параметрів бурового процесу. Тому провідні світові виробники ставлять перед собою завдання інтеграції обох систем та створення спільної системи керування буровою установкою, побудованої в своїй основі на аналізі параметрів вибійного процесу. 
На третє місце можна поставити чинник, що все більше впливає на використовуване обладнання – це зміна умов буріння. Зростання глибин буріння є об'єктивним процесом, пов'язаним із виснаженням пластів, які залягають на менших глибинах і переходом на експлуатацію все більш глибоких горизонтів. Цим у значній мірі обумовлена потреба бурових компаній у нових бурових установках. Більшість бурових установок, які сьогодні замовляються, призначені для буріння більш глибоких родовищ, для розбурювання яких техніка була відсутня.
На четвертому місці стоїть інша важлива група чинників – зниження витрат на всіх етапах створення і експлуатації бурової установки. Резерви підвищення ефективності буріння завдяки підвищенню механічної швидкості практично вичерпані. Аналіз витрат часу і коштів на буріння показує, що найбільші резерви полягають у:
- Скороченні витрат часу на монтаж-демонтаж;
- Скороченні витрат на будівництво кущових майданчиків.

Питання, пов'язані зі скороченням монтажно-демонтажних робіт вирішуються шляхом упровадження наступних рішень:
- Модульного компонування бурових установок;
- Оптимізації масо-габаритних параметрів;
- Швидкоз’ємних сполучень;
- Безкранових (легкокранових) монтажів;
- Інтегрованого обладнання, (СВП);
- Самопіднімальних основ;
- Телескопічних щогл.

Зменшення розмірів кущових майданчиків досягається завдяки використанню:
- Укорочених (багатоповерхових) ешелонів БУ;
- Двоешелонних укорочених компоновок БУ.

Укорочена двоешелонна компоновка бурової установки реалізована, наприклад, в проектах модернізації бурових установок F-500 і ZJ-50DBS.
Однією зі значних статей витрат часу і засобів є непродуктивні простої. Скорочення простоїв може бути досягнуто шляхом:
- підвищення надійності і якості обладнання (якісні підшипники тощо);
- модульної конструкції обладнання;
- спрощення механічної частини обладнання;
- резервування найбільш відповідальних вузлів і систем.

Значну економію при експлуатації складного відповідального обладнання (СВП, насоси) дозволяє отримати впровадження системи ремонтів за технічним станом замість системи планово-попереджу-вальних ремонтів. Упровадження такої системи вимагає організації моніторингу технічного стану, наявності вбудованих діагностичних систем тощо.
Резервом збільшення надійності бурового обладнання без зміни конструкції є використання в особливо відповідальних вузлах високоякісних підшипників. Так, застосування німецьких підшипників FAG у бурових насосах потужністю 1180 кВт дозволяє збільшити довговічність кривошипно-повзункового вузла насоса у 3 рази і більше. Сьогодні практикується комплектування підшипниками FAG бурових насосів потужністю 1180 і 1600 кВт, вертлюгів і кронблоків. 
На п'ятому місці стоїть логічне продовження теми забезпечення безпеки і підвищення ефективності бурового процесу — забезпечення високих ергономічних характеристик обладнання, яке створюється або модернізується. Сучасні установки повинні бути оснащені комфортабельною кабіною бурильника з підтриманням оптимального мікроклімату, повинні бути встановлені зручні крісла, ергономічні пульти управління і панелі контрольних приладів. Кабіни оснащуються відеомоніторами із зображенням основних робочих зон бурової установки. Підвищенню безпеки і зниженню трудомісткості бурового процесу сприяє ціла гама технічних засобів:
- Системи верхнього привода;
- Гідравлічні бурові ключі і спайдери;
- Механізми установлення превенторної збірки;
- Маніпулятори на прийомних містках;
- Механізація і автоматизація операцій верхового робітника;
- Автоматизація СПО.

Важливим завданням вдосконалення установок є ергономічне опрацювання конструкцій жилих приміщень бурової установки.
Сьогодні бурові установки інтенсивно технологічно та технічно розвиваються. Технічні рішення, які ще 10 років тому здавалися нереальними і далекими (наприклад, частотно регульований привод) стали звичайною практикою. Цей розвиток буде продовжуватися, а конкурентоспроможність обладнання буде багато в чому визначатися здатністю розробників гнучко і ефективно реагувати на зростаючі запити споживачів – бурових і сервісних компаній.

## Фундаменти під бурове обладнання
Конструкція і габарити фундаменту вибираються залежно від глибини та конструкції свердловини, типу бурової установки, тривалості її експлуатації, здатності ґрунту до сприйняття питомого навантаження від навантажень, що виникають у процесі роботи і габаритних розмірів агрегату, обладнання й апаратури, а також економічної доцільності виконання будівельних матеріалів.
Фундамент під бурову вежу є відповідальною проміжною спорудою між вежею й основою (ґрунтом). Від його міцності залежить вантажопідйомність і міцність вежі. При усадці одного із фундаментних блоків на кілька міліметрів верхня частина вежі відхиляється на десятки міліметрів, що негативно впливає на її вантажопідйомність та стійкість.
Фундамент під ноги вежі розраховується за найбільшим можливим навантаженням, що виникає в процесі буріння, і за допустимим тиском на ґрунт.
Глибина закладання фундаментів визначається залежно від:
- геологічних і гідрогеологічних умов будівельного майданчика — види ґрунтів, їх фізичний стан, рівень ґрунтових вод та його можливі коливання й зміни в період спорудження й експлуатації;
- призначення споруд, їх конструкцій (наявність підземних комунікацій) і глибини закладання примикаючих споруд;
- величини і виду навантажень, які діють на основу.

Глибина закладання фундаменту повинна бути не меншою, ніж 0,5 м.